# Khalida Khalaf Hanna al-Twal
Khalida Khalaf Hanna al-Twal, est colonel, chef du service de police des femmes à la Direction de la sécurité publique (DSP). Elle est actuellement l'une des femmes les plus haut placées dans les services de sécurité jordaniens. En tant qu'enquêtrice au département de la protection de la famille, elle est reconnue pour son travail sur des affaires sensibles, notamment auprès des victimes de violences familiales, physiques, sociales et sexuelles. Elle est également membre de la Commission nationale jordanienne pour les femmes, l'entité responsable de l'élaboration des politiques pour les femmes en Jordanie, où elle est étroitement associée à la mise en œuvre du Plan d'action national pour les femmes, la paix et la sécurité. Elle reçoit, le 7 mars 2019, le prix international de la femme de courage, remis par Melania Trump, première dame des États-Unis et Mike Pompeo, secrétaire d'État des États-Unis.